# Processo termoneutrale
In termodinamica, un processo termoneutrale è un processo che avviene senza che si abbia cessione o acquisizione di calore dall'ambiente da parte del sistema termodinamico.
Un processo è quindi termoneutrale se non è né esotermico né endotermico.
Un processo termoneutrale può essere tale in quanto somma di un processo esotermico e di un processo endotermico i cui effetti (diminuzione di entalpia e aumento di entalpia) si annullano (ovvero l'entalpia rimane costante durante lo svolgimento del processo). Un esempio di questo tipo è dato dalla produzione del gas di sintesi su catalizzatore a base di ossido di manganese, che avviene attraverso la somma delle seguenti reazioni:
CH4 + CO2 (endotermica)
CH4 + O2 (esotermica)